# Provincia Bujumbura Rurală
Provincia Bujumbura Rurală este una dintre cele 17 unități administrativ-teritoriale de gradul I ale statului Burundi.
1. ↑  GeoNames, accesat în 9 iulie 2017